# New Orleans Pelicans

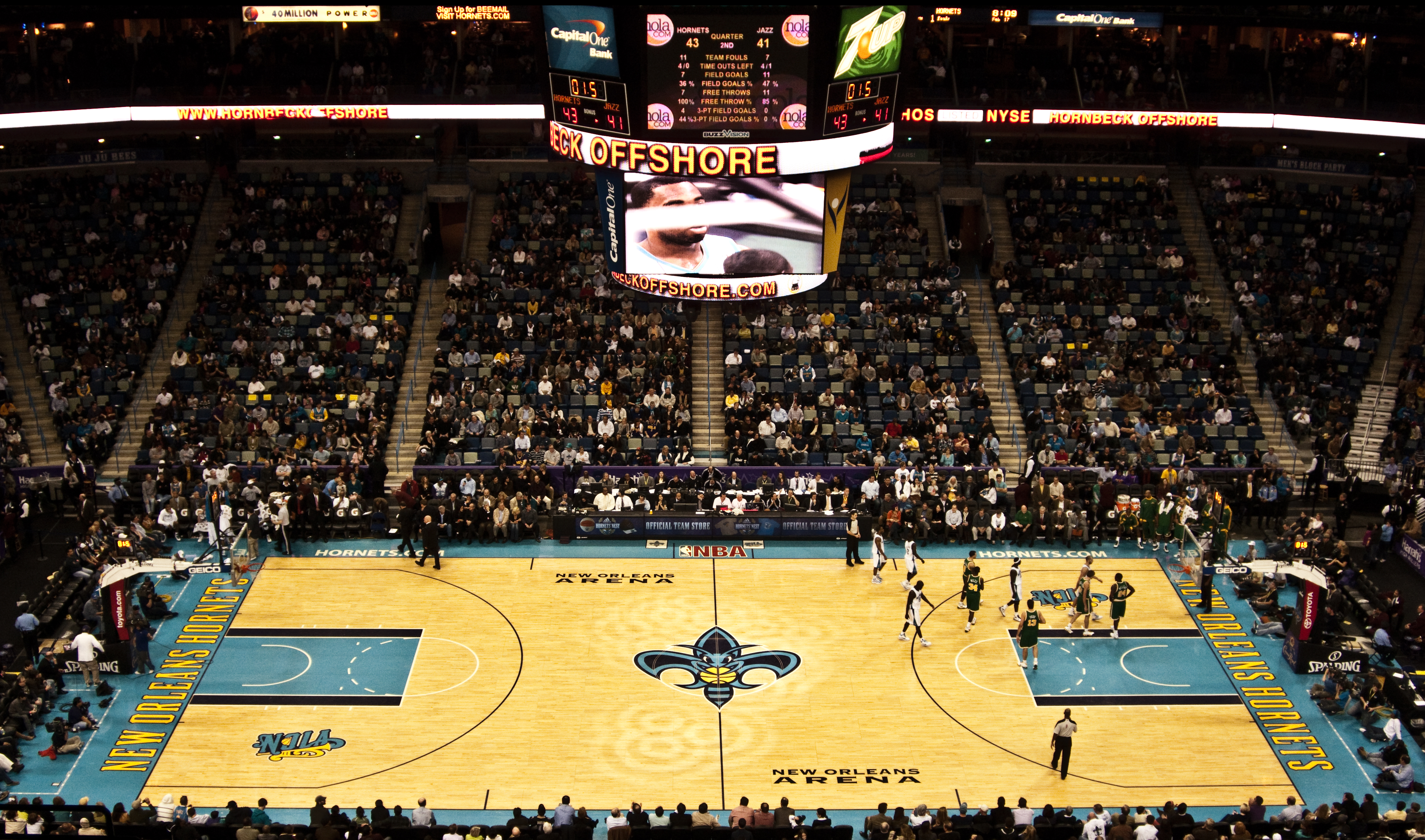
Dåvarande New Orleans Hornets vid en hemmamatch i Smoothie King Center 2010.

New Orleans Pelicans är en amerikansk basketorganisation vars lag är baserat i New Orleans i Louisiana och spelar i National Basketball Association (NBA). Pelicans spelar sina hemmamatcher i Smoothie King Center (tidigare kallad New Orleans Arena).
Laget bildades ursprungligen 1988 som Charlotte Hornets. Efter säsongen 2012/2013 bytte klubben namn från New Orleans Hornets till New Orleans Pelicans. Lagets tidigare namn, dess historia och resultat mellan åren 1988 och 2002 överlämnades till det nya Charlotte Hornets (tidigare Charlotte Bobcats), som började spela under detta namn den 20 maj 2014.

## Historia
Inför säsongen 2002/2003 flyttade klubben till New Orleans.
På grund av skadorna orsakade av orkanen Katrina i augusti 2005 i bland annat Louisiana spelade klubben under säsongen 2005/2006 32 matcher i Ford Center i Oklahoma City, sex matcher i Louisiana State Universitys Pete Maravich Assembly Center, och bara tre av matcherna i New Orleans Arena, i mars 2006. Även säsongen 2006/2007 spelade klubben vissa hemmamatcher borta. På grund av denna splittring av hemmamatcherna så kallades klubben officiellt New Orleans/Oklahoma City Hornets under de två säsongerna.
Säsongen 2007/2008 vann klubben Southwest Division, deras hittills enda divisionsseger, men förlorade i slutspelet redan i andra omgången mot San Antonio Spurs med 3–4 i matcher.

## Spelartruppen 2025/2026
Senast uppdaterad: 18 augusti 2025.

Alla spelare som har kontrakt med New Orleans Pelicans. Spelarnas löner är i amerikanska dollar och är vad de skulle få ut om spelarna vore i NBA-truppen under hela säsongen.
| Nr                                |             | Namn                    | Pos   | Lön 25/26   |        | Kontrakt | Kom till laget | Kom ifrån                   |
| --------------------------------- | ----------- | ----------------------- | ----- | ----------- | ------ | -------- | -------------- | --------------------------- |
| 0                                 | USA         | Jeremiah Fears          | PG    | $7 420 040  | [ 3 ]  | 2029     | 2025           | Oklahoma Sooners            |
| 1                                 | USA         | Zion Williamson1 − 2019 | PF    | $39 446 090 | [ 4 ]  | 2028     | 2019           | Duke Blue Devils            |
| 2                                 | USA         | Herbert Jones           | SG/SF | $13 937 574 | [ 5 ]  | 2030     | 2021           | Alabama Crimson Tide        |
| 2                                 | USA         | Jalen McDaniels         | PF    | $2 874 436  | [ 6 ]  | 2026     | 2025           | Washington Wizards          |
| 5                                 | USA         | Kevon Looney            | C/PF  | $7 804 878  | [ 7 ]  | 2027     | 2025           | Golden State Warriors       |
| 5                                 | USA         | Dejounte Murray         | SG/PG | $26 783 600 | [ 8 ]  | 2028     | 2024           | Atlanta Hawks               |
| 11                                | USA         | Brandon Boston Jr.      | SG/SF | $2 349 578  | [ 9 ]  | 2026     | 2024           | Los Angeles Clippers        |
| 13                                | USA         | Jordan Poole            | SG    | $31 848 215 | [ 10 ] | 2027     | 2025           | Washington Wizards          |
| 14                                | USA         | Saddiq Bey              | PF/SF | $6 118 644  | [ 11 ] | 2027     | 2025           | Washington Wizards          |
| 14                                | USA         | Micah Peavy             | SG    | $1 272 870  | [ 12 ] | 2029     | 2025           | Georgetown Hoyas            |
| 15                                | Puerto Rico | Jose Alvarado           | PG    | $4 500 000  | [ 13 ] | 2027     | 2021           | Georgia Tech Yellow Jackets |
| 17                                | Kroatien    | Karlo Matković          | PF/C  | $1 830 377  | [ 14 ] | 2027     | 2024           | Birmingham Squadron         |
| 21                                | Kamerun     | Yves Missi              | C     | $3 153 040  | [ 15 ] | 2028     | 2024           | Baylor Bears                |
| 22                                | USA         | Derik Queen             | PF/C  | $5 057 960  | [ 16 ] | 2029     | 2025           | Maryland Terrapins          |
| 24                                | USA         | Jordan Hawkins          | SG    | $4 741 320  | [ 17 ] | 2027     | 2023           | Connecticut Huskies         |
| 25                                | USA         | Trey Murphy III         | SF/SG | $25 000 000 | [ 18 ] | 2029     | 2021           | Virginia Cavaliers          |
| --                                | USA         | Chase Hunter            | SG    | $1 272 868  | [ 19 ] | 2026     | 2025           | Clemson Tigers              |
| Tvåvägskontrakt                   |             |                         |       |             |        |          |                |                             |
| Nr                                |             | Namn                    | Pos   | Lön 25/26   |        | Kontrakt | Kom till laget | Kom ifrån                   |
| 11                                | USA         | Bryce McGowens          | SG    | $636 434    | [ 20 ] | 2026     | 2025           | Portland Trail Blazers      |
| --                                | USA         | Hunter Dickinson        | C     | $636 434    | [ 21 ] | 2026     | 2025           | Kansas Jayhawks             |
| Positioner: PG – SG – SF – PF – C |             |                         |       |             |        |          |                |                             |

### Spelargalleri

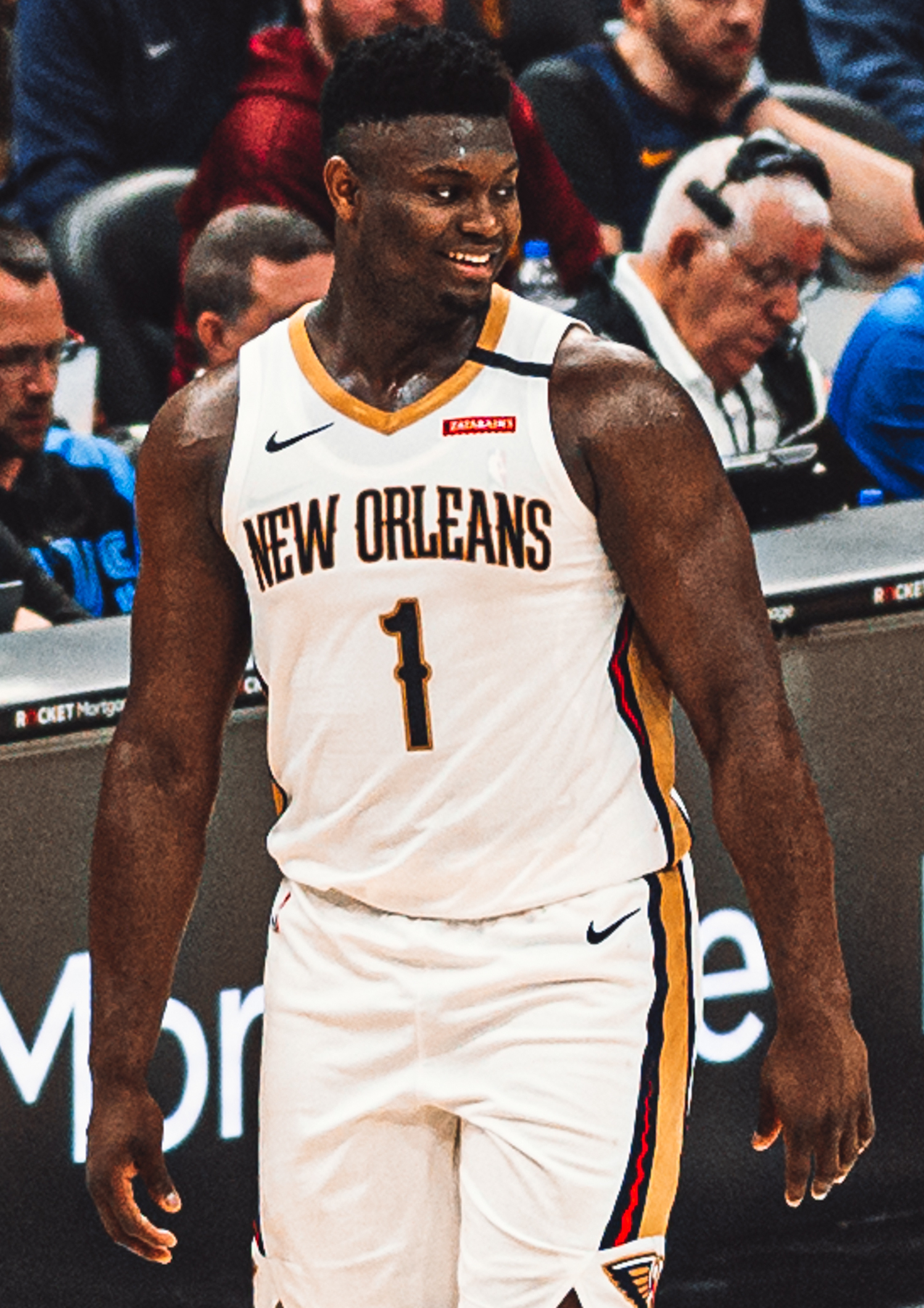
Zion Williamson